# أنطونيو غونزاليس (لاعب كرة قدم مواليد 1986)
انطونيو غونزاليس (بالإسبانية: Antonio González)‏ (16 مايو 1986 بليما في بيرو - ) هو مدرب كرة قدم ولاعب كرة قدم بيروفي في مركز الوسط. شارك مع منتخب بيرو لكرة القدم. أما مع النوادي، فقد لعب مع الجامعي دي بيرو وريال مدريد.

## وصلات خارجية
- انطونيو غونزاليس على موقع الاتحاد الدولي (مؤرشف)  (الإنجليزية)
- انطونيو غونزاليس على موقع قاعدة بيانات كرة القدم.إي يو (الإنجليزية)
- انطونيو غونزاليس على موقع ناشيونال فوتبول تيمز (الإنجليزية)
- انطونيو غونزاليس على موقع Soccerway.com (الإنجليزية)